# هير ستوري (لعبة فيديو)
هير ستوري (بالإنجليزية: ِHer Story (video game))‏ هي لعبة فيديو فيلم تفاعلية كتبها وأخرجها سام بارلو. تم إصداره في 24 يونيو 2015 لنظام مايكروسوفت ويندوز وماك أو إس وآي أو إس، وفي العام التالي لنظام أندرويد (نظام تشغيل). في اللعبة، يقوم اللاعب بالبحث والفرز في قاعدة بيانات لمقاطع الفيديو من مقابلات الشرطة الخيالية ويستخدم المقاطع لحل قضية رجل مفقود. تركزت مقابلات الشرطة على زوجة الرجل، هانا سميث، التي تصورها الموسيقار البريطاني فيفا سيفرت.
اللعبة هي أول مشروع لبارلو منذ رحيله عن استوديوهات Climax، وبعد ذلك أصبح مستقلاً. أراد تطوير لعبة تعتمد على السرد وتجنب العمل على اللعبة حتى استقر على فكرة كان من الممكن تنفيذها. قرر بارلو في النهاية إنشاء لعبة إجرائية للشرطة، ودمج لقطات حركة حية. أجرى بحثًا للعبة من خلال مشاهدة المقابلات الحالية مع الشرطة. عند القيام بذلك، اكتشف موضوعات متكررة في إجابات المشتبه بهم، وقرر إدراج الغموض في التحقيق في اللعبة.
عند الإصدار، نالت لعبة هير ستوري استحسان العديد من المراجعين، مع الثناء الموجه بشكل خاص على السرد وأداء الشخصية وآليات اللعب غير التقليدية. تم بيع أكثر من 100000 نسخة من اللعبة. وتم ترشيحها للعديد من الجوائز في نهاية العام، بما في ذلك جوائز لعبة العام من العديد من منشورات الألعاب. في أغسطس 2019، تم إصدار تكملة روحية بعنوان تيلينغ لايز.

## اللعب
لعبة هير ستوري هي لعبة أفلام تفاعلية، تركز على سلسلة من سبع مقابلات شرطة خيالية من عام 1994. مع بدء اللعبة، يتم تزويد اللاعب بسطح مكتب قديم يحتوي على العديد من الملفات والبرامج. ومن بين البرامج ملفات نصية تعليمية تشرح آليات اللعبة. أحد البرامج التي يتم فتحها تلقائيًا على سطح المكتب هو «قاعدة بيانات المنطق»، والذي يسمح للاعب بالبحث عن مقاطع الفيديو وفرزها داخل قاعدة البيانات، والتي يوجد منها 271. مقاطع الفيديو هي مقابلات للشرطة مع امرأة بريطانية هانا سميث. لا يمكن مشاهدة المقابلات بأكملها، مما يجبر اللاعب على مشاهدة مقاطع قصيرة. في المقابلات تجيب هانا على أسئلة غير معروفة إلى محقق خارج الشاشة، مما يدفع اللاعب إلى فك شفرة سياق الإجابات. يتم نسخ إجابات هانا، ويجد اللاعب مقاطع من خلال البحث في قاعدة البيانات عن كلمات من النسخ، في محاولة لحل الحالة عن طريق تجميع المعلومات معًا. عندما يختار المشغل المقاطع يمكنه إدخال علامات المستخدم، والتي تتوفر بعد ذلك كمصطلحات قابلة للبحث. أحد الملفات الموجودة على سطح المكتب هو مدقق قاعدة البيانات والذي يسمح للاعب بمراجعة عدد المقاطع التي تم عرضها؛ أثناء عرض مقطع يتغير المربع الأحمر في مدقق قاعدة البيانات إلى اللون الأخضر. يتميز سطح المكتب أيضًا بلعبة مصغرة لعبة المرآة استنادًا إلى لعبة اللوحة الإستراتيجية ريفيرسي.

## قصة اللعبة
تظهر شرائط المقابلة امرأة تقدم نفسها على أنها هانا سميث (فيفا سيفرت)، التي اختفى زوجها سيمون وعُثر عليه مقتولًا فيما بعد. تعترف هانا بأنها كانت تربطها مع سيمون علاقة صعبة لكن لديها عذرًا لوضعها في غلاسكو في ذلك الوقت بعد خلاف. مع اكتشاف المزيد من المقابلات يُزعم أن «هانا» في الواقع امرأتان: هانا وحواء، توأمان متطابقان فصلتهما القابلة فلورنسا عند الولادة. كانت فلورنسا أرملة أحد المحاربين القدامى الذين أرادوا بشدة أن ينجبوا أطفالًا لكنه لم يؤمن بالزواج مرة أخرى لذلك زورت وفاة أحد التوأمين لتطالب بأحدهما. تُبقي فلورنسا حواء عن عمد في الداخل قدر الإمكان الأمر الذي يُحبط هذا الأخير. لم يكن التوأمان على دراية بوجود بعضهما البعض إلا بعد مرور سنوات وفي ذلك الوقت قررا التصرف كشخص واحد والاحتفاظ بمذكرات مشتركة ومجموعة من القواعد التي تحدد أفعالهما على أنها «هانا». عندما أرادت حواء القيام بأنشطة مستقلة كانت ترتدي باروكة شقراء.
بدأت هانا في النهاية بمواعدة سيمون، الذي التقت به في زجاج حيث يعمل كلاهما. على الرغم من قواعدهم تنام هانا مع سيمون وتحمل مما يزعج حواء، التي تبذل جهدًا للحمل ولكنها غير قادرة على ذلك؛ تُجهض هانا في الشهر الثامن، مما يريح حواء كثيرًا. بعد سنوات، التقى سايمون بحواء في حانة. يبدأ الاثنان علاقة غرامية، وتحمل حواء؛ بحلول هذا الوقت كانت هانا عقيمًا. في عيد ميلادهما، أعطى سايمون هانا مرآة مصنوعة يدويًا، لكن بينهما جدال، وكشفت هانا أن لديها أختًا حامل يدرك سيمون أنه الأب. في اليوم التالي، دخلت هانا في جدال مع حواء حول هذه المسألة وهربت الأخيرة إلى غلاسكو. هانا، ترتدي باروكة حواء تواجه سيمون. غير مدرك أنها هانا أعطاها سيمون مرآة أخرى موضحًا رغبته في أن تكون مع حواء بدلاً من هانا. تغضب هانا، محطمة المرآة وقطع حلق سيمون بقطعة منها، مما أسفر عن مقتله على الرغم من أن هذا كان عرضيًا. عندما تعود إيف، يوافق الاثنان على إخفاء جسد سيمون واستخدام رحلة إيف إلى غلاسكو كذريعة. في نهاية المقابلة، قالت حواء إن هانا «رحلت» تطلب التحدث إلى محام وتقول بشكل غامض «. كل هذه القصص التي كنا نرويها لبعضنا البعض تلك القصص فقط.» ليس من الواضح تمامًا ما إذا كانت قصة حواء عن كونها توأمًا متطابقًا صحيحة، أم أنها تلفيق مقصود يهدف إلى إرباك الشرطة أم حالة انقسام في الشخصية.
عندما يكتشف اللاعب ما يكفي من القصة تظهر نافذة دردشة تسأل عما إذا كان قد انتهى. وعند الإجابة بالإيجاب تبين أن اللاعب هي سارة ابنة حواء. تسأل الدردشة سارة إذا كانت تفهم تصرفات والدتها وتطلب مقابلتها في الخارج.

## تطوير

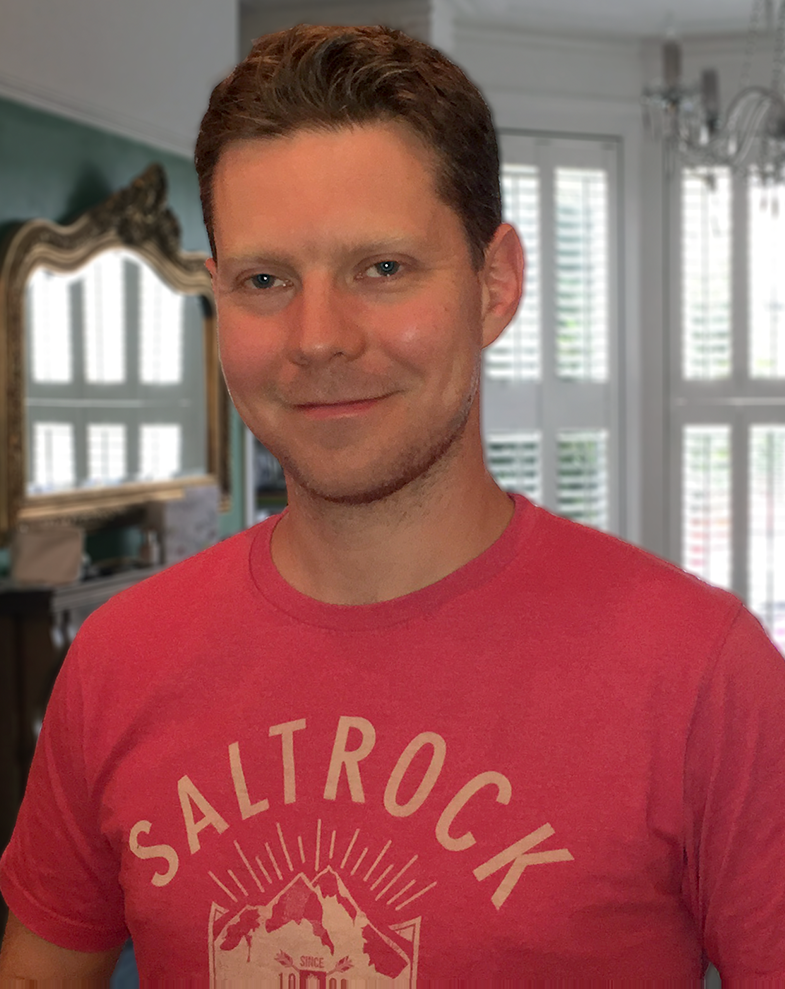
غادر Sam Barlow استوديوهات Climax وأصبح مطورًا مستقلاً للعمل على لعبة هير ستوري.

تم تطوير لعبة هير ستوري بواسطة سام بارلو، الذي عمل سابقًا في ألعاب مثل سايلنت هيل: أوريجنز (2007) وسايلنت هيل: شاترد ميموريز (2009) في استوديوهات Climax. كان بارلو قد تصور فكرة لعبة إجرائية للشرطة أثناء عمله في استوديوهات Climax لكنه قرر أن يصبح مستقلاً لإنشاء اللعبة أجل تطوير لعبة «عميقة في القصة». لقد أصيب بالإحباط من قبل الناشرين الذين استخدموا واقعية حوض المطبخ كسبب لرفض ملاعب اللعبة ووجد أن الاستقلال سمح له بإنشاء لعبته الخاصة من هذا النوع. تمنى أيضًا أن يصبح مستقلاً بعد لعب ألعاب مثل مسيرة سنة (2013) و80 يوم (2014). تجنب بارلو التطوير حتى كانت لديه فكرة يمكن تنفيذها. وقال «ربما كان من الممكن أن أذهب بسهولة وأن أقوم بلعبة استكشاف رعب لكنني كنت أعرف نوعًا ما أنه ستكون هناك تنازلات كبيرة هناك بسبب الميزانية». أنفق بارلو مدخراته للعمل على اللعبة، مما أتاح له عامًا من وقت التطوير. تابع مفهوم لعبة هير ستوري، حيث ركز على «الأجواء الحميمية والحوار والتفاعل بين الشخصيات»، والذي وجد أنه غالبًا ما يتم رفضه في العناوين الأكبر. شعر بارلو بإلهام خاص لتطوير لعبة هير ستوري بعد رؤية الدعم المستمر للعبة ممر 1999. عند الإشارة إلى كيفية تحدي لعبة هير ستوري لاتفاقيات اللعبة النموذجية، قارنها بارلو بحركة صناعة الأفلام دوغما 95، وفيلم ألفريد هيتشكوك الحبل (فيلم) عام 1948.
تمت الموافقة على لعبة هير ستوري من خلال ستيم، وتم تمويلها من قبل صندوق إندي. تم إصداره في 24 يونيو 2015 لأنظمة مايكروسوفت ويندوز وماك أو إس وآي أو إس. أراد بارلو إطلاق اللعبة على جميع المنصات في وقت واحد، لأنه لم يكن متأكدًا من مكان تواجد الجمهور. وعلق قائلاً: "إذا كنت سأختار واحدة فقط، كنت سأفقد الكثير من الجمهور المحتمل". وجدت بارلو أن تشغيل لعبة هير ستوري على الأجهزة المحمولة هو "تجربة" على شكل أريكة ". وأشار إلى أنه "من الطبيعي" أن يتم إطلاقه على الأجهزة المحمولة، حيث يتم استخدامه بانتظام لمشاهدة مقاطع الفيديو والبحث في الإنترنت؛ تُستخدم مهام مماثلة في آليات اللعب في لعبة هير ستوري. أدى حجم البكسل الأصغر لـ آيفون البالغ 640 × 480 على عكس 800 × 600 إلى شكوك بارلو في إصداره على المنصة، لكنه تأثر بإصداره عند تلقي ردود فعل إيجابية من خلال الاختبار. مع اقتراب التطوير من الانتهاء، خضعت اللعبة للاختبار، مما سمح لبارلو "بموازنة بعض الجوانب" و "تلميع العناصر معًا". تم إصدار إصدار أندرويد في 29 يونيو 2016. تعمل لعبة هير ستوري على محرك لعبة الوحدة.

### تصميم اللعب

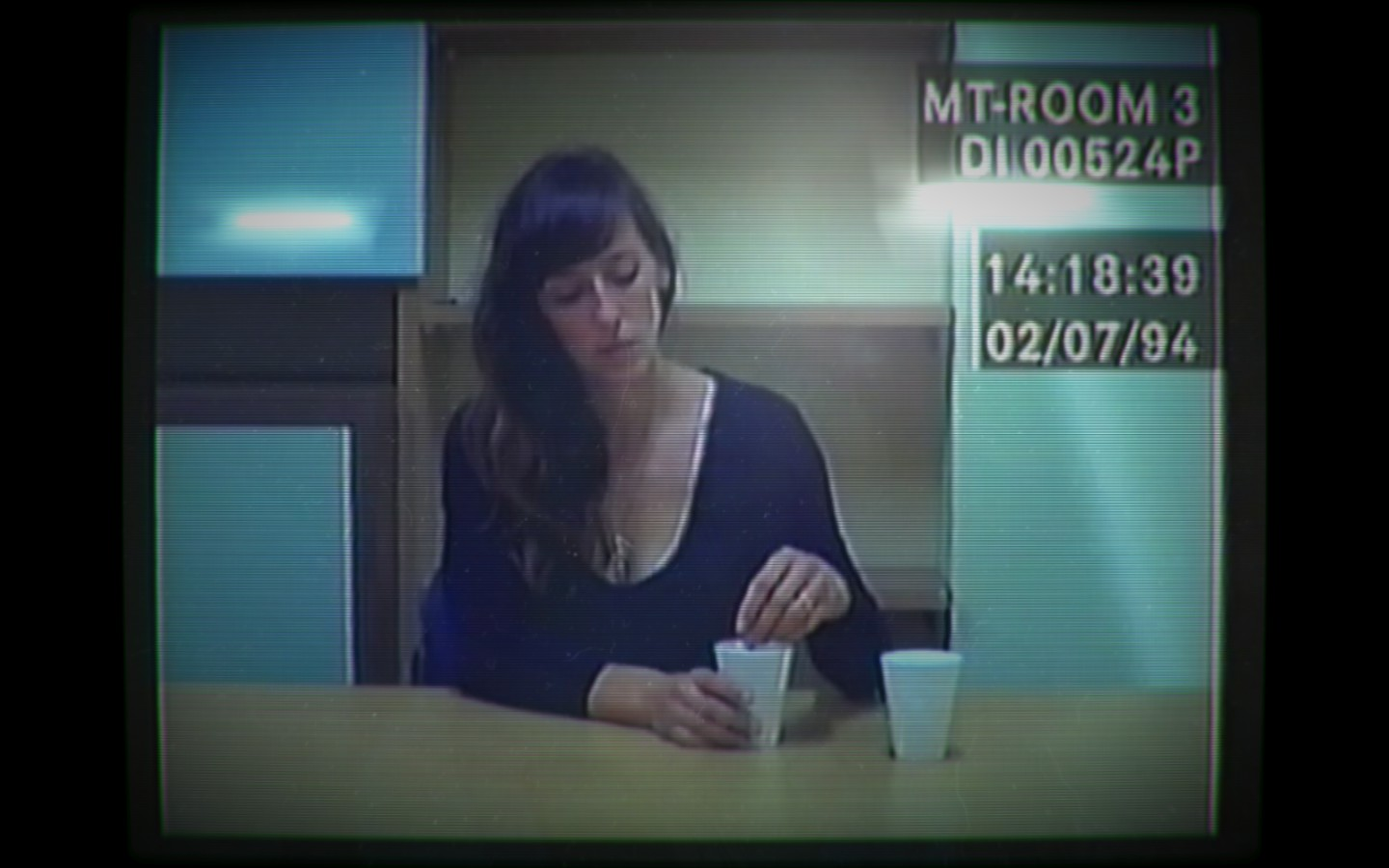
قرر Barlow تطبيق لقطات حية في اللعبة بعد أن أصيب بالإحباط من التحدي الفني المتمثل في ترجمة أداء الممثل إلى محرك لعبة.

كانت فكرة بارلو الفورية هي إنشاء لعبة تتضمن مقابلات مع الشرطة، لكنه «لم يكن يعرف بالضبط ما يعنيه ذلك». ثم تصور فكرة تضمين لقطات فيديو حقيقية، والقدرة على الوصول إلى اللقطات من خلال واجهة قاعدة البيانات؛ ووصف الواجهة بأنها «جزء أبل 2 وجزء ويندوز 3.1 وجزء ويندوز 98». تم استلهام تصميم الواجهة من تقدير بارلو للنوع الإجرائي للشرطة، وعلق على أن «فكرة جعل الكمبيوتر نفسه دعامة في اللعبة كان أنيقًا للغاية». كما قارن ميكانيكي البحث بمحرك بحث جوجل، وأراد «الركض بفكرة» أن اللاعب «يبحث في جوجل بشكل أساسي». مفهوم اللعبة مستوحى من المسلسل التلفزيوني القتل: الحياة في الشارع (1993-1999)، والذي وجد بارلو أنه يصور مقابلات الشرطة على أنها «ساحة مصارع للمحققين». لقد جعل بارلو الشاشة الافتتاحية للعبة «طويلة جدًا بعض الشيء» عمدًا، لإخطار اللاعب على الفور بالإيقاع البطيء الذي سيتبع ذلك.
نشأ الإلهام للعمل في لعبة هير ستوري من خيبة أمل بارلو من ألعاب المحققين الأخرى: لقد شعر أن إل أيه نوار (2011) لم تسمح له أبدًا بأن يشعر بأنه «المحقق الرائع الذي كان عليه قراءة الأشياء ومتابعة خيوط التحقيق»، واتصل سلسلة إيس أتورني (2001 حتى الآن) «جامدة». عندما بدأ بارلو تطوير لعبة هير ستوري، أضاف المزيد من جوانب اللعبة النموذجية، لكن ميكانيكا اللعبة أصبحت أكثر بساطة مع تقدم التطوير. كانت الخطة الأولية للعبة هي أن يعمل اللاعب من أجل التوصل إلى حل نهائي، وحل الجريمة في النهاية. ومع ذلك، عندما اختبر بارلو المفهوم على نصوص مقابلة سابقة للقاتل المُدان كريستوفر بوركو، بدأ في اكتشاف الموضوعات التي تطفو على السطح في المقابلات، خاصة فيما يتعلق بمفهوم المال، والذي كان في النهاية عاملاً كبيرًا في محاكمة بوركو. أخذ هذا المفهوم من الموضوعات والخيوط المتكررة، وقرر «تجاوز الأشياء المكتوبة بوضوح» عند تطوير لعبة هير ستوري. شعرت بارلو هذا النداء القصة كان الغموض التحقيق، مقارنة لعبة هير ستوري إلى تدوين صوتي المسلسل (2014 إلى الوقت الحاضر)، الذي كان يستمع إلى وقت متأخر في التنمية. ووجد أن جاذبية المسلسل تكمن في عدم وجود حل نهائي، مشيرًا إلى أن «الناس يميلون نحو تفسيرات معينة، ما يجعلها مثيرة للاهتمام هو المدى الذي تعيشه في خيالك».

### قصة وشخصيات

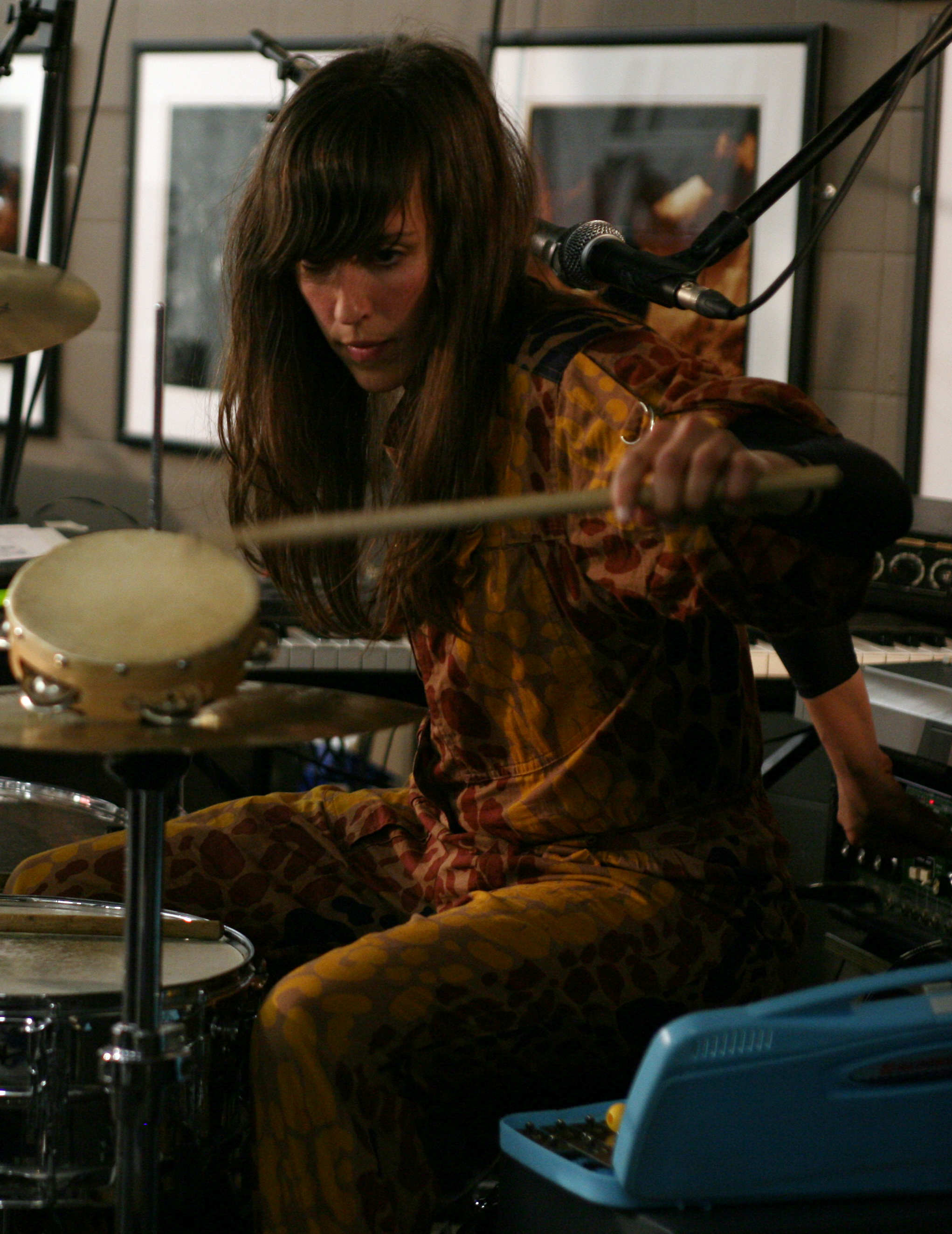
تم اختيار الموسيقي فيفا سيفرت لتصوير الشخصية الرئيسية في لعبة هير ستوري. عمل Seifert سابقًا مع Barlow في فيلم تراث كين: الشمس الميتة.

قرر بارلو عرض لقطات حية في اللعبة بعد أن أصيب بالإحباط من مشاريعه السابقة، لا سيما مع التحدي التقني المتمثل في ترجمة أداء الممثل إلى محرك لعبة. شرع بارلو في العمل مع أحد الممثلين في لعبة هير ستوري بعد أن استمتعت بهذه العملية أثناء العمل في استوديوهات Climax، وإن كان ذلك بميزانية أكبر. اتصل بـ فيفا سيفرت، التي عمل معها بشكل متقطع في تراث كين: الشمس الميتة لمدة عام، قبل إلغائها. لقد شعر أن سيفرت «جيدة جدًا في اختيار سطر وسحب الكثير من النص الفرعي في أدائها بشكل حدسي» مما دفعه إلى الاعتقاد بأنها «مثالية» للدور في لعبة هير ستوري. عندما طلب بارلو من سيفرت الاختبار أرسل لها نصًا من 300 صفحة، تمكن من تصغيره إلى 80 صفحة عن طريق تغيير حجم الخط، وكذلك بعض الحوار؛ قبلت الدور.
بدأت سيفرت تشعر بالضغط في منتصف فترة التصوير، عندما أدركت أن «اللعبة كلها تتوقف» على أدائها. ووصفت التصوير بأنه «مكثف» و «مرهق إلى حد ما»، وشعرت كما لو أنها «تخضع للتدقيق» من قبل بارلو، مما ساعدها على الأداء. شعر بارلو أيضًا أن الحدة ساعدت أداء سيفرت مع أخذ إشارات من المخرج ألفريد هيتشكوك، الذي من شأنه أن يزعج ممثليه من أجل تحقيق أفضل أداء. شعرت سيفرت أن هناك فروقًا بسيطة في أدائها قد تكون قد «أضافت بعض التقلبات والانعطافات» للاعب لم يكن بارلو يتوقعها. تم تصوير المقابلات السبع للشرطة في اللعبة بترتيب زمني تقريبًا على مدار خمسة أيام في عملية أطلق عليها بارلو «طبيعية». لكن مثل سيفرت، اعتقد بارلو أن التصوير كان مكثفًا، مشيرًا إلى أنه «في نهاية التصوير كان مجرد ارتياح كبير ولم ننسى التسجيل أو أي شيء». سافر بارلو إلى مقاطعة كورنوال، مسقط رأس سيفرت للتصوير. شعر أن العثور على مواقع غرف الاستجواب هو أبسط جزء من الإنتاج، لأن «في كل مكان غرف ذات مظهر سيئ»، مع تسجيل اللقطات في مبنى المجلس في ترورو. عندما اكتمل التصوير أراد بارلو إعطاء الانطباع بأن مقاطع الفيديو قد تم تسجيلها في عام 1994، لكنه وجد أن المرشحات الرقمية لم تكن قادرة على التقاط هذا الإطار الزمني بشكل مناسب. بدلاً من ذلك، قام بتسجيل اللقطات من خلال اثنين من مشغلات في اتش اس لإنشاء عيوب في الفيديو قبل تحويل الفيديو إلى اللعبة رقميًا.
لعب بارلو دور المحققين أثناء التصوير وطرح أسئلة مكتوبة على شخصية سيفرت، ولكن لم يتم ذكرها في لعبة هير ستوري. عند مشاهدة مقابلات الشرطة للبحث، وجد بارلو نفسه متعاطفًا مع الضيف، مما ألهمه لاستبعاد المحقق من اللعبة. وذكر أن المقابلات عادة ما تتضمن «خيانة مزدوجة» حيث يتظاهر المحققون بأنهم أفضل صديق. شعر بارلو أن إزالة المخبر من اللعبة يمكّن شخصية سيفرت، مما يسمح للاعب بالتعاطف. عند إجراء بحث عن لعبة هير ستوري، نظر بارلو في القضية المتعلقة بمقتل ترافيس ألكسندر، مما جعله يفكر في الطريقة التي يتم بها التعامل مع المشتبه بهم في جرائم القتل في الاستجوابات مشيرًا إلى أنهم «يميلون إلى أن يكونوا صنمًا ويتحولون بسهولة أكبر إلى نماذج أصلية». تم إثبات ذلك أيضًا لبارلو عند دراسة المقابلات مع كيسي أنتوني وأماندا نوكس؛ وجد أن التعليقات الإعلامية تتجاهل في كثير من الأحيان أدلة التحقيق وتركز بدلاً من ذلك على تعبيرات المشتبه بهم أثناء المقابلات. أجرى بارلو مزيدًا من البحث من خلال دراسة نصوص حول علم النفس واستخدام اللغة.

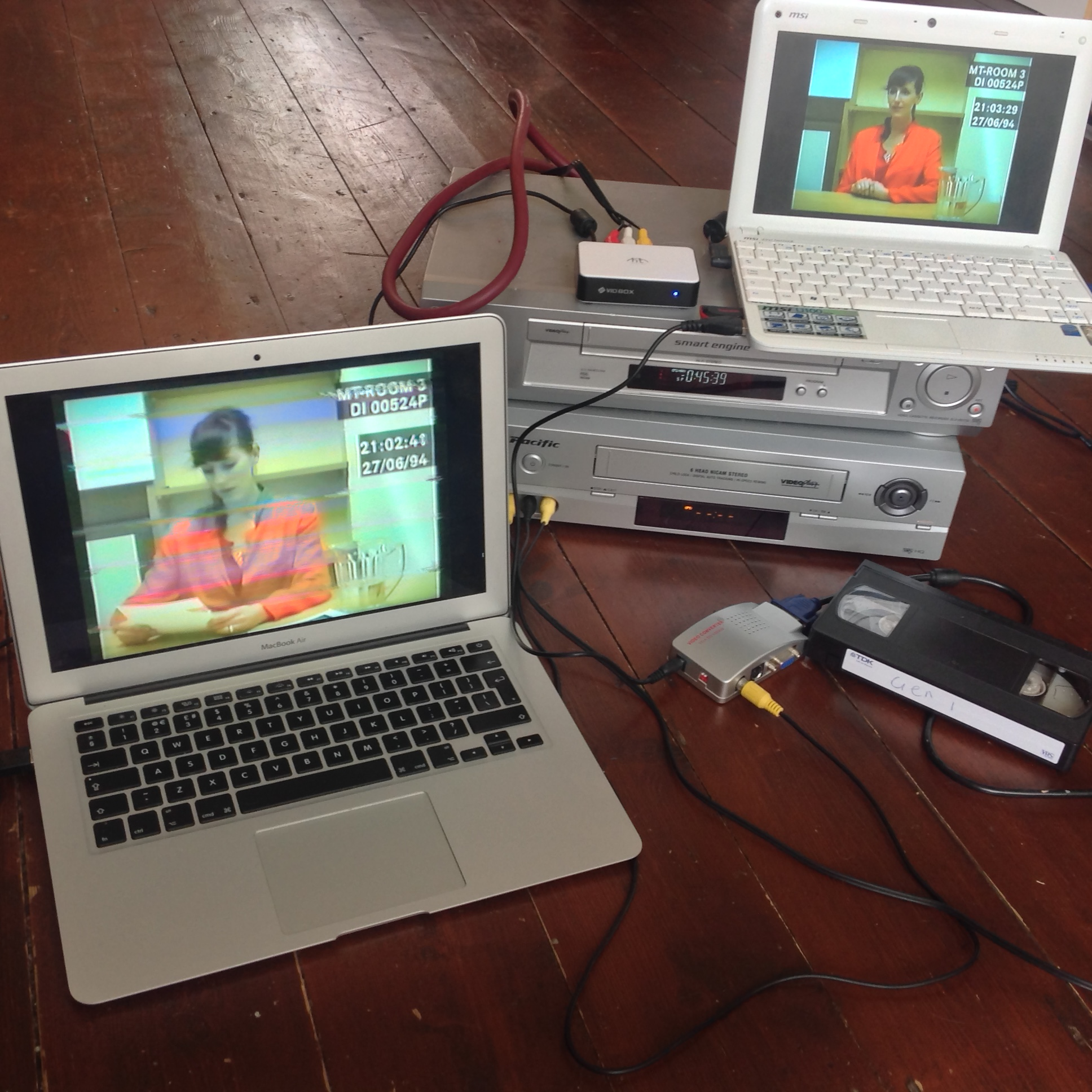
بعد اكتمال التصوير، قام بارلو بتشغيل اللقطات من خلال اثنين من مشغلات VHS، لجعلها تشبه الفيديو من الفترة الزمنية لعام 1994.

بعد تصور الآليات الرئيسية للعبة، بدأ بارلو في تطوير القصة وإجراء البحوث و «ترك القصة تأخذ حياة خاصة بها». لتطوير القصة، وضع بارلو النص في جدول بيانات، أصبح كبيرًا جدًا لدرجة أنه غالبًا ما كان يحطم جهاز الكمبيوتر المحمول الخاص به عند فتحه. قام برسم كل شخصية مشاركة في التحقيق، بما في ذلك خلفيتها وأجنداتها. لقد أمضى حوالي نصف التطوير في إنشاء وثائق مفصلة ترسم شخصيات وأحداث القصة. كما حدد التواريخ التي ستجرى فيها مقابلات الشرطة، وما الذي كان يفعله المشتبه به في هذه الأثناء. بمجرد تحديد مفهوم اللعبة بشكل أكثر دقة، تأكد بارلو من احتواء النص على «طبقات من المؤامرات» من أجل جذب اهتمام اللاعب لإنهاء اللعبة. غالبًا ما استبدل بارلو كلمات النص بمرادفات، للتأكد من أن بعض المقاطع لا ترتبط بكلمات غير ذات صلة. عند كتابة السيناريو تجنب بارلو بشكل عام الموضوعات الخارقة للطبيعة، لكنه أدرك أنها ستتضمن «حافة سريالية طفيفة تشبه الحلم». أثناء عمله على السيناريو وجد في كثير من الأحيان أنه «في هذه اللحظة، يكتب من داخل رؤوس الشخصيات». وجد صعوبة في إنشاء فكرة جديدة للقصة، حيث تم استكشاف الخيال البوليسي مرات عديدة من قبل.

### الصوت
عند البحث عن موسيقى لاستخدامها في لعبة هير ستوري، بحثت بارلو عن الأغاني التي بدت "قديمة بعض الشيء". استخدم في النهاية ثمانية مقطوعات للموسيقي كريس زابريسكي، ووجد أن موسيقاه تستحضر الحنين إلى الماضي، ولديها "ميزة حديثة". شعر أن الموسيقى "تسلط الضوء على الفجوة بين" عالم الكمبيوتر المزيف "واللعبة. تؤثر "الكثافة العاطفية" للمقاطع أيضًا على التغييرات الموسيقية في لعبة هير ستوري. كان بارلو ينوي أيضًا عرض أغنية ليغنيها سيفيرت في بعض المقاطع التي تناسب اللعبة. استقر على أغنية القتل " أخوات توا "، التي شعر أنها ستطلق العناصر الأسطورية للعبة. قام كل من سيفيرت وبارلو بتغيير الأغنية لتناسب اللعبة. قصد بارلو أن يكون تصميم الصوت "كل شيء عن الأصالة". استخدم لوحة مفاتيح قديمة لتوفير مؤثرات صوتية للكمبيوتر، وذلك باستخدام التحريك المجسم للمفاتيح للحصول على الموضع ثلاثي الأبعاد الصحيح في التشغيل.

### تكملة
كان يقول الأكاذيب هو التكملة الروحية لبارلو للعبة هير ستوري. بدلاً من التركيز على شخصية مركزية واحدة، فهي تعرض لقطات حية من محادثات الفيديو لأربعة شخصيات (يلعبها لوجان مارشال جرين، وألكسندرا شيب، وكيري بيشي، وأنجيلا سارافيان) وتتطلب اللاعب لتجميع الأحداث معًا من خلال البحث في مقاطع الفيديو لتحديد سبب تعرض هذه الشخصيات للمراقبة. تم نشر اللعبة بواسطة أنابورنا إنتراكتيف على أنظمة ويندوز وماك اس في 23 أغسطس 2019.

## استقبال

### استقبال نقدي
استقبل النقاد لعبة هير ستوري بشكل جيد. قام مجمع التعليقات ميتاكريتيك بحساب متوسط درجة 91 من 100 بناءً على 10 مراجعات لإصدار آي أو إس، مما يشير إلى «الإشادة العالمية»، و86 من أصل 100 بناءً على 49 مراجعة لإصدار ويندوز، مما يشير إلى «المراجعات الإيجابية بشكل عام». صنفت ميتاكريتيك اللعبة ضمن أفضل 20 لعبة آي أو إس وويندوز تم إصدارها في عام 2015، وصنفت غيم رانكينغز لعبة هير ستوري ضمن أفضل 100 لعبة آي أو إس على الإطلاق. كان الثناء موجهًا بشكل خاص لسرد اللعبة أداء سيفرت، وميكانيكا اللعب. وصف براين ألبرت من اي جي ان لعبة هير ستوري بأنها «اللعبة الأكثر تميزًا التي لعبتها منذ سنوات»، ووصفها ستيفن بيرنز من موقع VideoGamer.com بأنها «واحدة من أفضل ألعاب العام وأكثرها إثارة للاهتمام». لاحظ آدم سميث من حجر، ورقة، بندقية أنها «قد تكون أفضل لعبة FMV على الإطلاق»؛ مايكل تومسن من صحيفة واشنطن بوست أنها «مزيج جميل من صيغ السينما وألعاب الفيديو».
أشاد النقاد بسرد اللعبة. اعتبر إيدج أنه «عمل روائي فائق الحديث عن الجريمة.»  كتب كيمبرلي والاس من غيم انفورمر أن التسليم «المجزأ» للقصة «يعمل لصالحها». أعربت عن تقديرها لدقة السرد والغموض المحيط بالنهاية. المضلع وأشار ميغان فاروخممانش أن لعبة هير ستوري «المسامير الظلام، والطبيعة متلصصة الجريمة الحقيقية». تأثر كريس شيلينغ من الديلي تلغراف بتماسك السرد، «حتى عندما يتم تقديمه خارج الترتيب». وجد سيمون باركين من يورو غيمر أن تأثيرات السرد مشابهة لأفلام اتش بي أو المثيرة التي لاقت استحسانًا، لاسيما من حيث انتباه الجمهور. أصيب ستيفاني بنديكسن من لعبة جيدة بخيبة أمل لأنه تم الكشف عن نقاط كبيرة في الحبكة في وقت مبكر من اللعبة، لكنه عزا ذلك إلى تفرد تجربة كل لاعب.
حظي أداء سيفرت في اللعبة بثناء كبير من المراجعين. شعر جاستن كلارك من غيم سبوت أن الأداء «رسخ» اللعبة. كاتي سميث من ألعاب المغامرة كتبت أن سيفرت مقنعة في الدور لاسيما مع التفاصيل الصغيرة مثل لغة الجسد، لكنها فوجئت بنقص العاطفة. وردد عبة المخبر ' والاس بتصريحات مماثلة، مشيرا إلى أن سيفرت «مسمر دور». الصخرة، ورقة، كتب بندقية سميث أن «كل شيء قد تنهار» دون «إقناع» أداء سيفرت في. وصف ألبرت من آي جي إن التمثيل بأنه «قابل للتصديق»، مشيرًا إلى أن أداء سيفرت «قائم على أسس مناسبة وغير معقولة». كتب جو دونيلي من ديجيتال سباي أن أداء سيفرت لديه القدرة على إلهام ألعاب مماثلة، ووصف أند كيلي من بي سي غيمر الأداء بأنه «أقل من الواقع، واقعي، ومعقد». شعر بيرنز من VideoGamer.com بالإعجاب بشكل عام بأداء سيفرت، لكنه أشار إلى بعض «التمثيل السيئ في بعض الأحيان».

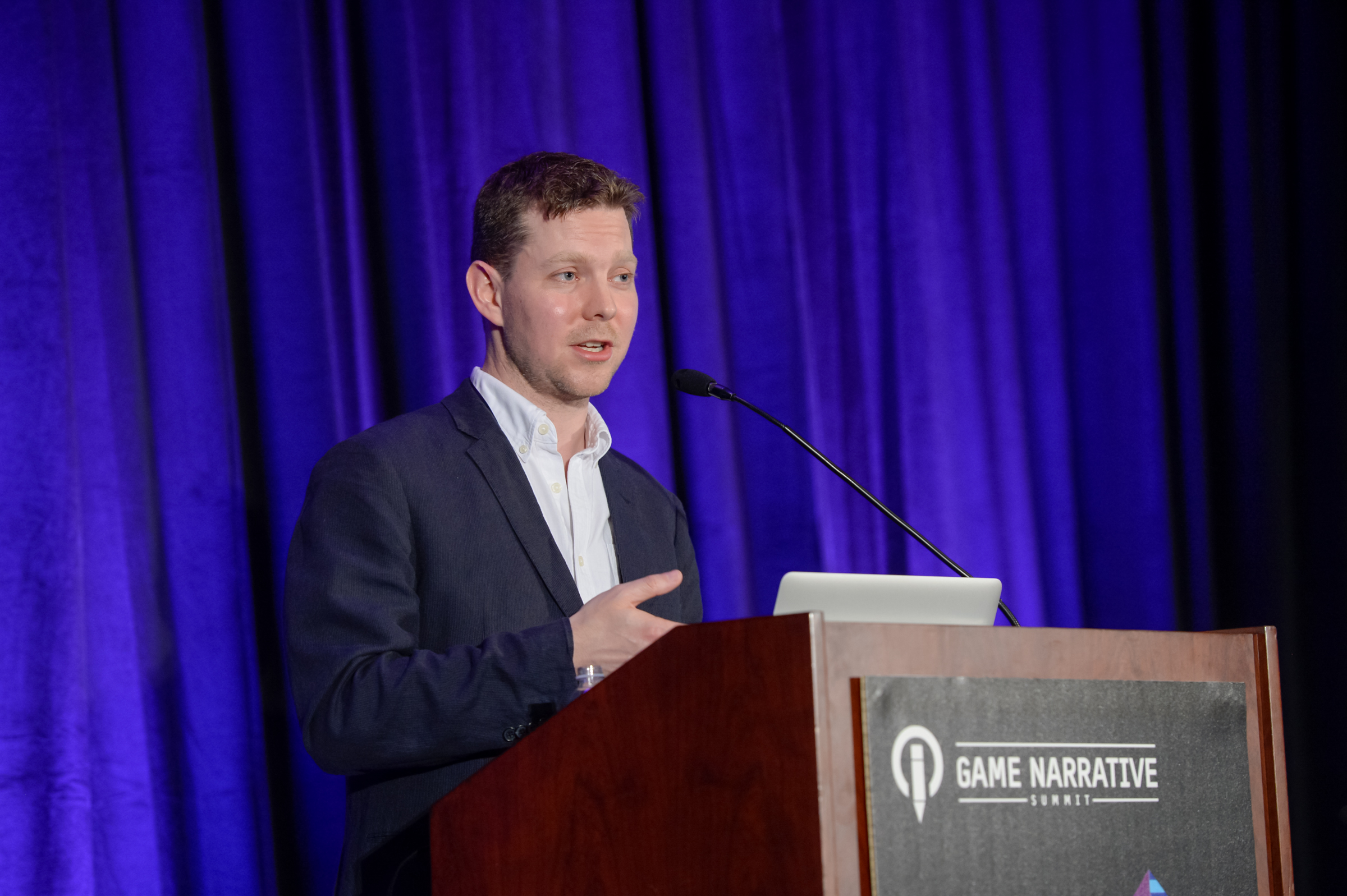
يقدم Barlow في مؤتمر مطوري الألعاب لعام 2016

تلقت آليات اللعب غير التقليدية أيضًا ملاحظات إيجابية من النقاد. شعرت لورا كيت ديل من دستركتويد أن سرعة اللعبة وهيكلها ساعدا في السرد، ووجد والاس من Game Informer أن الربط بين النقاط الرئيسية في السرد كان ممتعًا. وأشاد بيرنز من موقع VideoGamer.com بقدرة اللعبة على جعل اللاعب يدرك تحيزاته ويتحدى «إحساسه بالذات». شعرت ألبرت آي جي إن أن أداة البحث و«يثلج الصدر»، وإيجابيا يساهم في سرعة اللعبة، في حين كتبت صحيفة واشنطن بوست ' تومسن أن قاعدة البيانات ميكانيكي خلق «الثغرات التأملية بين المشاهد»، مما يتيح ل «الحزن والقوة» ضمن السرد. اعتقدت إيدج أنه من خلال امتلاك آليات اللعبة التي تتطلب من اللاعب استنتاج القصة من خلال التحقيق والحدس، كانت لعبة هير ستوري واحدة من الألعاب القليلة «التي تقدم حقًا الخيال التأسيسي للعمل البوليسي». بنديكسن من لعبة جيدة وصفت سطح المكتب بأنه «رجعي مناسب»، مشيرة إلى أنها «انجذبت على الفور».
باعت اللعبة أكثر من 100000 نسخة بحلول 10 أغسطس 2015؛ تم بيع حوالي 60.000 نسخة على نظام ويندوز، بينما تم بيع 40.000 نسخة المتبقية على iOS. صرح بارلو أن شعبية اللعبة الفورية فاجأته، لأنه توقع بدلاً من ذلك أن تنتشر اللعبة ببطء عن طريق الكلام الشفهي «وربما خلال ستة أشهر ستدفع تكاليفها».

### الجوائز
تلقت لعبة هير ستوري العديد من الترشيحات والجوائز من منشورات الألعاب. فازت بلعبة العام من المضلع،  بالإضافة إلى لعبة الشهر من صخرة وورق وبندقية وجيم سبوت. حصلت على جائزة اختراق في حفل توزيع جوائز جولدن جويستيك الثالث والثلاثين، أول لعبة وابتكار في الألعاب في حفل توزيع جوائز الأكاديمية البريطانية الثاني عشر للألعاب، وجائزة معظم الألعاب الأصلية من بي سي غيمر، وجائزة سيوماس ماكنالي الكبرى في حفل توزيع جوائز مهرجان الألعاب المستقلة. في حفل توزيع جوائز اللعبة لعام 2015، فازت لعبة هير ستوري بجائزة أفضل رواية، وفازت سيفرت بجائزة أفضل أداء عن دورها في اللعبة. فازت اللعبة بلعبة لعبة الجوال لهذا العام في حفل جوائز ساوث باي ساوث واست للألعاب،  وجائزة محمول ومحمول في حفل توزيع جوائز الأكاديمية البريطانية للألعاب، جوائز التميز في القصة والابتكار في حفل توزيع جوائز الألعاب المحمولة الدولية،  وأفضل لعبة محمولة ومحمولة عاطفية في حفل توزيع جوائز الألعاب العاطفية،  بينما صنفتها صحيفة The Guardian كأفضل لعبة iOS لعام 2015،  في عام 2015، صنفت ادج لعبة هير ستوري في المرتبة 94 في قائمة أعظم ألعاب الفيديو على الإطلاق.

## وصلات خارجية
- هير ستوري (لعبة فيديو) على موقع IMDb (الإنجليزية)